# Ashurst (West Sussex)
Ashurst – wieś w Anglii, w hrabstwie West Sussex, w dystrykcie Horsham. Leży 34 km na wschód od miasta Chichester i 66 km na południe od Londynu. W 2001 miejscowość liczyła 226 mieszkańców.